# Maria Zreik
Maria Zreik (in arabo: ماريا زريق, in ebraico: מריה זריק; Haifa, 29 dicembre 1991) è un'attrice palestinese con cittadinanza israeliana.

## Biografia
Maria Zreik è nata nella città di Haifa. Da bambina studiò danza e si appassionò presto alla recitazione. Iniziò a recitare all'età di 11 anni insieme alla sorella Lana. Nel 2015 si laureò in Giurisprudenza all'Università di Haifa. Al termine di uno stage in legge frequentò un seminario di recitazione presso il William Esper Studio di New York.

## Carriera
Zreik debuttò in televisione all'età di 17 anni, con un piccolo ruolo nella serie di Peter Kosminsky The Promise, trasmessa nel canale britannico Channel 4 nel 2011.
Nel 2014, recitò nel cast principale del film palestinese Villa Touma, presentato alla 71ª Mostra internazionale d'arte cinematografica di Venezia. Per la sua interpretazione della giovane orfana Badia si aggiudicò il premio come migliore attrice al Mediterranean Experiences Festival di Reggio Calabria. L'anno successivo acquistò popolarità grazie al ruolo di Suor Marie nel cortometraggio di Basil Khalil Ave Maria, candidato ai Premi Oscar 2016 e presentato alla 68ª edizione del Festival di Cannes. La collaborazione con il regista prosegue nel 2022 con una commedia in lingua araba, A Gaza Weekend.
Astro nascente del Festival internazionale del cinema di Dubai 2017, la Zreik lavora sia in Israele sia in Palestina. Nel 2017 è nel film Wajib - Invito al matrimonio, pluri-premiata commedia della palestinese Annemarie Jacir, nella quale veste i panni della sposa al fianco di Mohammad Bakri e Saleh Bakri. Nel 2020 interpreta Laila nell'opera noir Laila in Haifa di Amos Gitai, presentata in concorso alla 77ª Mostra internazionale d'arte cinematografica di Venezia.
La Zreik è protagonista di vari cortometraggi. Dopo il successo di Ave Maria, interpretò la parte di una rifugiata siriana nel film statunitense Detained del regista saudita Hajar Alnaim. Nel 2019, il cortometraggio Give Up the Ghost, dove recita al fianco di Ziad Bakri, fu presentato in concorso alla 76ª Mostra internazionale d'arte cinematografica di Venezia e vinse il premio come miglior cortometraggio arabo al Festival del cinema di El Gouna in Egitto.

## Filmografia parziale

### Cinema
- Villa Touma, regia di Suha Arraf (2014)
- Between Worlds, regia di Miya Hatav (2016)
- Wajib - Invito al matrimonio, regia di Annemarie Jacir (2017)
- Laila in Haifa, regia di Amos Gitai (2020)
- The Translator, regia di Rana Kazkaz e Anas Khalaf (2020)
- A Gaza Weekend, regia di Basil Khalil (2022)
- All that's left of you, regia di Cherien Dabis (2025)

### Cortometraggi
- Ave Maria, regia di Basil Khalil (2015)
- Detained, regia di Hajar Alnaim (2017)
- In his place, regia di Ofir Feldman (2018)
- Give Up the Ghost, regia di Zain Duraie (2019)
- Salma, regia di Sohela Ghattas (2022)

### Televisione
- The Promise – serie TV, 4 episodi (2011)
- The Spy – miniserie, 3 episodi (2019)
- Weapon Without Murder – serie TV, 10 episodi (2019–2020)

## Riconoscimenti
- 2014: Mediterranean Experiences Festival, Reggio Calabria – Migliore attrice per Villa Touma[2]
- 2016: Vaughan Film Festival, Canada – Candidatura alla migliore attrice per Ave Maria[8]
- 2020: Indian World Film Festival – Migliore attrice per Give Up the Ghost[9]